# Joshua Inman
Joshua „Josh“ Inman (* 13. März 1980 in Hillsboro, Oregon) ist ein ehemaliger US-amerikanischer Ruderer, der Olympiadritter 2008 und Weltmeister 2005 im Achter war. 

## Sportliche Karriere
Bei den Weltmeisterschaften 2004 in Banyoles standen nur die nichtolympischen Bootsklassen auf dem Programm. Im Vierer mit Steuermann siegten die Italiener vor den Kanadiern. Das Boot aus den Vereinigten Staaten mit Andrew Brennan, Paul Daniels, Steven Coppola, Joshua Inman und Steuermann Marcus McElhenney belegte mit 0,42 Sekunden Rückstand auf die Kanadier den dritten Platz.
2005 ruderten alle außer Brennan im amerikanischen Achter. Paul Daniels, Matt Deakin, Steven Coppola, Daniel Beery, Joshua Inman, Bryan Volpenhein, Beau Hoopman, Mike Blomquist und Marcus McElhenney gewannen den Titel bei den Weltmeisterschaften in Gifu mit 1,26 Sekunden Vorsprung vor den Italienern.
Inman und Blomquist wechselten 2006 in den Vierer ohne Steuermann. Bei den Weltmeisterschaften in Nottingham belegten Matt Schnobrich, Mike Blomquist, Joshua Inman und Brett Newlin den vierten Platz mit anderthalb Sekunden Rückstand auf die drittplatzierten Niederländer.
Der 2,03 m große Inman kehrte 2007 in den Achter zurück. Bei den Weltmeisterschaften in München belegte das US-Boot den vierten Platz in der Besetzung Alexander Hearne, Brodie Buckland, Wyatt Allen, Patrick O’Dunne, Brett Newlin, Joshua Inman, Steven Coppola, Daniel Walsh und Marcus McElhenney.
Auch bei den Olympischen Spielen 2008 in Peking trat Inman im Achter an. Beau Hoopman, Matt Schnobrich, Micah Boyd, Wyatt Allen, Daniel Walsh, Steven Coppola, Joshua Inman, Bryan Volpenhein und Marcus McElhenney belegten im Vorlauf den zweiten Platz hinter den Briten und gewannen dann den Hoffnungslauf. Im Finale siegten die Kanadier vor den Briten, 0,23 Sekunden hinter den Briten erruderte die Crew aus den Vereinigten Staaten die Bronzemedaille.
2010 trat Inman international im Vierer ohne Steuermann an, 2011 belegte er mit dem Achter den achten Platz bei den Weltmeisterschaften in Bled.